# Zygmunt Nowak
Zygmunt Nowak (ur. 17 lutego 1915, zm. 5 grudnia 2000 w Opolu) – polski działacz państwowy na Śląsku Opolskim, rzemieślnik, starosta strzelecki (1945–1949) i prudnicki (1949–1953), wieloletni dyrektor Izby Rzemieślniczej w Opolu. 

## Życiorys
Na Śląsku Opolskim znalazł się w 1945. Objął funkcję starosty powiatu Strzelce Opolskie, którą sprawował od 23 marca 1945 do 4 października 1949. Usunięty ze stanowiska z powodu nacisków PZPR. Analogiczny urząd pełnił w latach 1949–1953 na terenie powiatu Prudnik. Po zwolnieniu ze stanowiska od 1953 do 1971 stał na czele władz Izby Rzemieślniczej w Opolu. 
W 1945 organizował struktury Stronnictwa Demokratycznego na Śląsku Opolskim (w Strzelcach i Prudniku). Był wieloletnim radnym WRN w Opolu. 
Został pochowany w Alei Zasłużonych cmentarza komunalnego w Opolu (sektor 2 Zasłużonych-2-68).

## Ordery i odznaczenia
- Złoty Krzyż Zasługi (18 stycznia 1946)[2]